# Põltsamaa
Põltsamaa (tysk: Oberpahlen) er en by i det centrale Estland. Byen ligger ved floden Põltsamaa og har et indbyggertal på ca. 4.106 (2024) indbyggere. Den er hovedby i Põltsamaa kommune.